# Apagão na América do Sul de 2019
O Apagão na América do Sul de 2019 foi um colapso no fornecimento de energia elétrica, que afetou quase toda a Argentina (exceto a Terra do Fogo), todo o Uruguai e partes do Paraguai, deixando mais de 48 milhões de pessoas sem energia elétrica.
Inicialmente, foi relatado que o apagão também havia afetado o sul do Brasil, entretanto, posteriormente, foi contrariado e negado pelas empresas que realizam a distribuição de energia naquela região. O mesmo aconteceu no Chile, onde as autoridades nacionais negaram o ocorrido.

## Cronologia
Em 16 de junho de 2019, às 07h07, a rede elétrica da Argentina "entrou em colapso", segundo o secretário argentino de energia. A falha ocorreu no Sistema Argentino de Interconexão. Somente na Argentina e no Uruguai, 48 milhões de pessoas ficaram sem energia elétrica. O apagão afetou quase toda a Argentina (exceto a Terra do Fogo, no extremo sul do país), todo o Uruguai e partes do Paraguai.
Às 07h50, a Edesur, uma distribuidora de energia elétrica na Argentina, anunciou nas redes sociais que toda a Argentina e o Uruguai perderam energia elétrica como resultado do incidente. Isso causou interrupções nos metrôs e trens, mas não afetou as viagens aéreas. Às 10h00, segundo a Edesur, a energia já havia sido restaurado em algumas partes de Buenos Aires. A Edesur informou que pode levar muitas horas para restaurar por completo a energia de todos os clientes afetados. Às 13h00, hora local, confirmou-se que a energia elétrica do Uruguai foi restaurada em 75%. No meio da tarde, cinquenta mil pessoas tiveram a energia elétrica restaurada em suas casas na Argentina. Ao norte de Rio Negro, Uruguai, as cidades costeiras e as áreas metropolitanas também tiveram a energia restaurada, como confirmado via Twitter pela UTE, companhia de energia elétrica do Uruguai.
Às 13h30 a distribuidora Edersur afirmou que a falha teve origem nas conexões entre as centrais de Yaciretá e de Salto Grande.

## Impacto

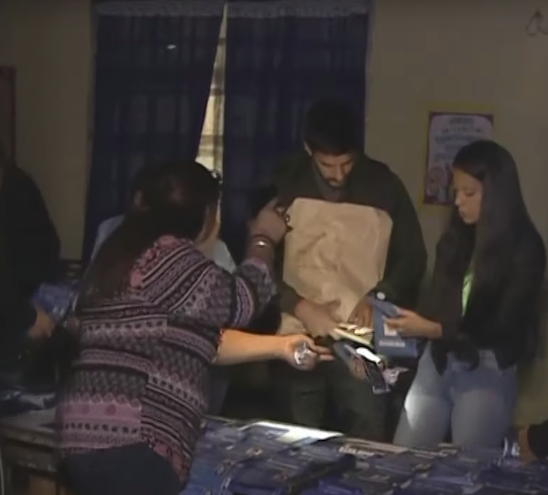
Pessoas na província de Formosa, na Argentina, utilizando a lanterna de seus celulares para votarem, devido ao apagão.

Uma das maiores empresas de água da Argentina, a Agua y Saneamientos Argentinos, alertou os que não tem energia para limitar o consumo de água, já que a distribuição de água potável foi afetada pelo corte de energia. O apagão afetou as eleições locais na Argentina, onde os eleitores tiveram que realizar seus votos no escuro, utilizando as lanternas de seus celulares. Em algumas regiões, as eleições foram adiadas.
Várias cidades localizadas nos departamentos de Ñeembucú e Misiones, no Paraguai, ficaram sem energia por pelo menos 30 minutos. A região é abastecida com a energia gerada pela usina de Yaciretá. Para amenizar o problema, foi utilizada energia provinda das usinas de Itaipu e Acaray.

## Investigação

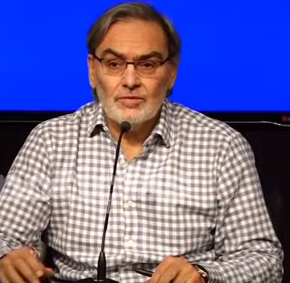
O então secretário de Energia da Argentina, Gustavo Lopetegui, explicando o que poderia ter causado o apagão.

Investigações sobre a causa do incidente ocorrido estão sendo realizadas pela Edesur, juntamente com o governo argentino. O presidente argentino Mauricio Macri disse que o apagão foi um evento "sem precedentes" e prometeu uma investigação rigorosa.